# 四氏學
四氏學創立於1536年（中國明朝嘉靖十五年），前身為明朝中期創立的三氏學，或再之前的孔學。四氏學是專門為了孔氏，及顏、曾、孟四氏而設立的廟學機構。四氏廟學的學員，比他姓優先入舉，稱為恩科，並享有優先入學的優待。1910年代，清朝滅亡後，該學府機構取消裁撤。

## 相關
- 四氏